# Февраль 2018 года

Список событий февраля 2018 года.

## События
- 1 февраля
  - РН «Союз-2.1А» с КА «Канопус-В» стартовала с космодрома Восточный[1].
  - Гимн Канады стал гендерно-нейтральным. Слова «all thy sons» будут заменены на «all of us»[2].
  - Советник по научным вопросам Государственного совета Кубы, сын Фиделя Кастро, Фидель Анхель Кастро Диас-Баларт покончил жизнь самоубийством[3].
  - Вслед за Кувейтом, Катаром и Арабскими Эмиратами, Иордания также разорвала дипломатические отношения с Северной Кореей[4].
  - НАСА подтвердила, что спутник, обнаруженный на околоземной орбите астрономом-любителем, является потерянным аппаратом Imager for Magnetopause-to-Aurora Global Exploration (IMAGE), запущенным в 2000 году[5].
  - Пресненский районный суд Москвы приговорил бывшего губернатора Кировской области Никиту Белых к восьми годам в колонии строгого режима и штрафу 48,2 млн рублей за получение взятки в особо крупном размере[6].
  - Спортивный арбитражный суд (CAS) отменил санкции МОК в отношении 28 российских спортсменов и восстановил их результаты, достигнутые на зимней Олимпиаде-2014 в Сочи[7].
- 2 февраля
  - США представили новую ядерную доктрину, в котором отмечены главные ядерные угрозы. В список ввели Россию, Китай, Иран и КНДР[8].
  - Исследователи НАСА обнаружили в атмосфере спутника Сатурна Титана вещество, которое может свидетельствовать о наличии микроорганизмов[9].
- 3 февраля
  - В сирийской провинции Идлиб из переносного зенитного-ракетного комплекса сбит российский самолёт-штурмовик Су-25[10], пилота Су-25 майора Романа Филипова представили к званию Героя России[11]. посмертно.
  - Археологи с помощью лидара обнаружили в джунглях Гватемалы руины более 60 тысяч построек цивилизации майя[12].
- 4 февраля
  - В Афинах 1,5 млн человек протестовали против использования названия «Македония» соседней страной[13].
  - На Тайване произошло сильное землетрясение, магнитудой 6.4[14].
  - По Москве ударила самая сильная за последние 100 лет снежная буря, 1 человек погиб, ещё 5 пострадали[15].
- 5 февраля
  - В Азербайджане объявлено, что 11 апреля в стране пройдут досрочные президентские выборы[16].
  - На Мальдивах президент Абдулла Ямин объявил о чрезвычайном положении в стране на две недели[17].
  - Сотрудники Следственного комитета России и оперативники ФСБ задержали врио премьер-министра Дагестана Абдусамада Гамидова и ряд других чиновников по подозрению в хищении бюджетных средств[18].
  - На повестку дня в Палате представителей США вынесен законопроект об укреплении сотрудничества США и Украины в сфере кибербезопасности, автором которого является Брендан Бойл[19].
- 6 февраля
  - В РФ, Владимир Путин официально стал кандидатом в президенты страны[20].
  - Анджей Дуда подписал поправки к закону об Институте национальной памяти Польши, которые предусматривают наказания за использование выражения «польские лагеря смерти» и любое не подтверждаемое фактами упоминание участие поляков в Холокосте, совершенного Третьим рейхом[21].
  - С целью определения лиц, представляющих угрозу национальной безопасности, безопасности границ, внутренней или общественной безопасности, Президент США создал новое ведомство — национальный центр по отбору иммигрантов[22].
  - Американская частная космическая компания SpaceX впервые запустила ракету сверхтяжёлого класса Falcon Heavy, которая в качестве макета полезной нагрузки вывела на околоземную орбиту электромобиль Tesla Roadster Илона Маска, позже выведенный на эллиптическую орбиту вокруг Солнца с афелием чуть далее орбиты Марса[23].
  - В результате сильного землетрясения на Тайване рядом с городом Хуалянь погибли по меньшей мере четыре человека[24].
- 7 февраля
  - Европарламент проголосовал за сокращение своего состава на 46 человек (до 705 человек), которое произойдёт после того, как из Евросоюза выйдет Великобритания[25].
  - Учёные впервые зарегистрировали квантовое радиационное торможение электронов[26].
  - В Сирии во время боестолкновения между силами международной коалиции во главе с США и сирийскими проправительственными силами в районе бывшего нефтеперерабатывающего завода «Эль-Исба»[27] (провинция Дейр-эз-Зор) погибли россияне, предположительно, из частной военной компании «Вагнер»[28][29].
- 8 февраля
  - В Конгрессе США поддержали законопроект «О сотрудничестве с Украиной по вопросам кибербезопасности»[30].
  - Экс-министр Румынии получил восемь лет тюрьмы за торговлю влиянием, отмывание денег и соглашения, несовместимые с его должностью[31].
  - Сейм Латвии принял законопроект, запрещающий 49 гражданам Российской Федерации въезд в Латвию. Закон является аналогом «списка Магнитского»[32].
  - В Киеве, в редакции «Вести» произошел погром[33].
  - Фонд борьбы с коррупцией опубликовал расследование «Яхты, олигархи, девочки: охотница на мужчин разоблачает взяточника» о том, как российский вице-премьер Сергей Приходько отдыхал на принадлежащей матери олигарха Олега Дерипаски яхте Elden в Норвегии, что, по мнению Алексея Навального, можно считать взяткой от Дерипаски[34].
- 9 февраля
  - Конгресс США, второй раз за месяц, разошелся, не утвердив бюджет. После истечения бюджетного крайнего срока верхняя палата конгресса продолжит свою работу[35].
  - Президент США Дональд Трамп ещё на один год продлил санкции против Ливии, которые были введены в феврале 2011 года[36].
  - В Южной Корее, в Пхёнчхане состоялась церемония открытия XXIII Зимних Олимпийских игр[37].
- 11 февраля
  - У села Степановское в Раменском районе Московской области разбился пассажирский самолёт «Саратовских авиалиний» Ан-148, вылетевший из аэропорта Домодедово в Орск (Оренбургская область). Погиб 71 человек[38].
  - В первый день боливийского карнавала в городе Оруро произошёл взрыв газового баллона рядом с местом проведения мероприятия, в результате чего есть более 20 умерших и больше 70 раненых[39].
  - В Сирии был сбит израильский военный самолет F-16, после этого Израиль уничтожил несколько целей в Сирии — это стало крупнейшей военной операцией израильских ВВС на сирийской территории со времен первой ливанской войны 1982 года[40].
  - Новый политический блок «Примо! Приоритет — Монако», выступающий с позиций евроскептицизма, одержал победу на парламентских выборах в княжестве Монако[41].
- 12 февраля
  - В Молдавии вступил в силу закон о запрете на трансляцию российских новостных и информационно-аналитических передач[42].
  - Члены правящей партии ЮАР «Африканский национальный конгресс» дали 2 дня президенту Джейкобу Зума, чтобы тот покинул пост[43].
  - Бывшего президента Грузии Михаила Саакашвили задержали в Киеве и депортировали в Польшу[44].
  - Венесуэла временно лишилась права голоса в Генеральной ассамблее ООН из-за накопившихся долгов[45].
  - В Дубае, на VI Всемирном правительственном саммите была создана Глобальная коалиция счастья, куда вошли Объединенные Арабские Эмираты, Казахстан, Мексика, Португалия, Коста-Рика и Словения[46].
  - Объявлено об открытии малацидинов — новой группы антибиотиков[47].
- 13 февраля
  - В королевстве Тонга ураганный ветер циклона Гита разрушил здание парламента, которому было более 100 лет[48].
  - В Германии лидер социал-демократической партии Мартин Шульц ушел в отставку[49].
  - Министр иностранных дел Нидерландов Халбе Зейлстра, признавшись во лжи, подал в отставку[50].
  - Президент США Дональд Трамп выдвинул кандидатуру генерал-лейтенанта Пола Накасоне на пост главы Агентства национальной безопасности[51].
  - Никос Анастасиадис, недавно победивший на президентских выборах на Кипре, объявил о формировании нового правительства[52].
- 14 февраля
  - Во Флориде, в городе Паркленд, в средней школе Марджори Стоунман Дуглас произошла стрельба, в результате чего, погибли 17 человек, 17 пострадали[53].
  - После ультиматума Африканского национального конгресса Президент ЮАР Джейкоб Зума подал в отставку. Исполнять его обязанности будет вице-президент Сирил Рамафоса[54].
  - НАТО утвердила создание двух новых командных структур, одна из которых предусматривает защиту морских линий связи между Северной Америкой и Европой, а другая — поддержку логистики и военной мобильности[55].
- 15 февраля
  - Комиссия по ценным бумагам и биржам США заблокировала сделку по продаже Чикагской фондовой биржи группе, возглавляемой китайскими инвесторами[56].
  - Премьер-министр Эфиопии Хайлемариам Десалень подал заявление об уходе в отставку, причиной ухода стали непрекращающиеся беспорядки в провинциях Амхара и Оромия[57].
  - Астрономы подтвердили существование 95 экзопланет, основываясь на данных космического телескопа «Кеплер»[58].
- 17 февраля
  - На XXIII Зимних Олимпийских Играх разыграли 1000-й комплект наград в истории зимних Игр, обладателем золота которого стал японский фигурист Юдзуру Ханю[59].
- 18 февраля
  - В иранской провинции Исфахан разбился самолёт, 60 пассажиров и 6 членов экипажа которого погибли. Иранский авиалайнер, который летел из Тегерана в Ясудж, врезался в горный хребет Дена[60].
  - В Латвии Бюро по предотвращению и борьбе с коррупцией провели обыск дома и на рабочем месте главы центрального банка страны Илмара Римшевича[61].
  - В Лондоне вручили премии Британской академии кино и телевизионных искусств, лучшим фильмом признан «Три билборда на границе Эббинга, Миссури»[62].
- 19 февраля
  - Президент Казахстана Нурсултан Назарбаев утвердил новый казахский алфавит на латинской основе, содержащий 32 буквы[63].
- 20 февраля
  - Состоялось открытие русской школы в ливанской провинции Бекаа, на котором приняли участие Министр образования и науки России, а также ректор МГУ[64][65].
  - Венесуэла первой в мире выпустила национальную криптовалюту — петро[66], чья стоимость обеспечена запасами природных ресурсов страны, а цена привязана к баррелю нефти[67].
- 22 февраля
  - Компания SpaceX запустила с военно-воздушной базы Ванденберг в Калифорнии ракету Falcon 9, несущую два тестовых спутника для раздачи спутникового интернета по проекту Starlink[68].
  - Вице-премьер Австралии Барнаби Джойс подал в отставку и покинул пост лидера Национальной партии[69].
  - Проведена спецоперация против наркоторговцев, которые собирались поставить в дипломатической почте из Аргентины в Россию 389 кг кокаина[70].
- 23 февраля
  - В Японии два представителя радикальной группы обстреляли Ассоциацию северокорейских граждан, которая также выполняет функцию посольства КНДР[71].
  - В столице Сомали Могадишо произошёл двойной теракт, в результате чего погибли 18 человек и ещё 20 получили ранения[72].
  - Министерство финансов США ввело санкции против КНДР. Новые санкции стали самым большим пакетом из существующих санкций против КНДР[73].
  - В армии США подписали первый контракт с трансгендерным военным после отмены запрета Дональда Трампа[74].
- 24 февраля
  - Совет Безопасности ООН единогласно принял резолюцию с требованием 30-дневного прекращения огня в Сирии[75].
  - В Эстонии отмечают 100-летие Республики, в честь которого прошёл военный парад[76].
- 25 февраля
  - Турция завершила первый из четырёх этапов операции «Оливковая ветвь» в сирийском регионе Африне[77].
  - В Барселоне состоялась презентация смартфонов Самсунг Galaxy S9 и Galaxy S9+, которые работают на операционной системе Android 8.0[78].
- 26 февраля
  - В Москве открылись для пассажиров первые пять станций Большой кольцевой линии московского метрополитена[79].
  - Совет безопасности ООН единогласно принял российскую резолюцию по Йемену и продлил на год режим санкций[80].
  - В результате падения из окна 21 этажа отеля во Франкфурте погиб немецкий принц Карлос Патрик Гогенцоллерн[81].
  - Парламентская фракция Национальной партии Австралии избрала своим новым лидером Майкла Маккормака, бывший лидер партии и вице-премьер Австралии Барнаби Джойс ушёл в отставку с обоих постов из-за скандала[82].
  - В провинциях Хела и Саутерн-Хайлендс (Папуа-Новая Гвинея) произошло землетрясение магнитудой 7,5, более 30 человек погибли[83].
- 27 февраля
  - В США суд отклонил иск о запрете строительства стены на границе с Мексикой, поданный властями Калифорнии[84].
  - В Скопье население протестовало против возможного изменения названия Македонии по настоянию Греции[85].
  - В Сенат США внесли законопроект о помощи Украине в сфере кибербезопасности[86].
  - Американский интернет-гигант Amazon купил стартап Ring, который занимается IoT-решениями для охраны жилья, за 1 миллиард долларов[87].
- 28 февраля
  - Министр культуры Словакии Марек Мадьярич подал в отставку в связи со случаем убийства журналиста[88].
- 29 февраля